# Ormai Norbert
Ormai Norbert, születési nevén Norbert Anna Johann Baptist Auffenberg (Dobřany, 1813. május 28. – Arad, 1849. augusztus 22.) ezredes, a honvéd vadászezredek főfelügyelője, őt tartják az 1848–49-es forradalom és szabadságharc első aradi vértanújának.

## Családja
Ormai ősei a németországi Breisgau tartományból származnak. Legtávolabbi ismert felmenője Wolfgang Auffenberg volt, aki a 17. század közepén élt Bécsben, utódai pedig az ausztriai Korneuburgban, majd igen nagy számban Budapesten, aztán az amerikai Texas államban és végül Brazíliában és Ausztráliában követhetők nyomon.
Szülei Johann Baptist von Auffenberg (1768-1833) és Theresia Josepha von Link (1787-1849) voltak. Ormait a dobřanyi Szent Miklós plébániatemplomban keresztelték meg 1813. május 28-án. Testvérei pedig Theresia von Auffenberg (?-1875), Elizabeth von Auffenberg (1807-?), Ivan von Auffenberg (1809-1865), Auffenberg Keresztelő János Anna Norbert (1811-1874), Franz Auffenberg (1816-?), Joseph Gabriel Henric von Auffenberg (1818–1880) és Heinrich von Auffenberg (1824–1832) voltak.

Szólni illik még Moritz Auffenbergről (1852-1928), pontosabban Moritz Auffenberg von Komarów tábornokról, Ormai másodunokatestvéréről, aki azzal írta be nevét a magyar történelembe is, hogy 1911-12-ben az Osztrák–Magyar Monarchia közös hadügyminisztere volt. Miniszteri posztjáról I. Ferenc József magyar király, a kettőjük közötti feszült kapcsolat eredményeként váltotta le, azonban 1915-ben a császár osztrák bárói (Freiherr) címet adományozott neki, és Komarów grófjává emelte. Ekkor vette fel a von Komarów nemesi utónevet. Újságírói kérdésre egyszer azt felelte, hogy „Ormay József tényleg rokonom, letagadni nincs okom.”

## Katonai pályafutása
Osztrák katonai családból származott, apja lovászmester volt az osztrák Császári és Királyi Hadseregben. Ő is katonai pályára állt, 1828. október 10-én ezredkadét a Spényi Károlynak nevezett, később Leiningen-Westerburg gróf nevét viselő 31. sorgyalogezrednél, ahol 1835-től zászlós, 1838-tól alhadnagy. 1840. szeptember 10-én galiciai összeesküvésben való részvételéért 16 társával együtt letartóztatták, majd a josefstadti (Josefov, Csehország) erődítmény börtönébe szállították. Hét évi vizsgálati fogság után, felségsértés miatt 14 év vasban letöltendő várfogságra ítélték és Munkács várába zárták. 1848. május 2-án a Batthyány-kormány közkegyelemben részesítette, majd júliusban beállt Mieczysław Woroniecki Pesten szerveződő önkéntes vadászcsapatába, ahol hadnagyi, majd századosi rangban szolgált. 1848. június 11-én felajánlotta szolgálatát Mészáros Lázár hadügyminiszternek.
Levelében ezt írta:

„…szívemből érzem és egész lelkemből értem szülő hazám hívó szavát, és érette utolsó csepp véremet fel fogom áldozni…”

1848. október 16-án őrnaggyá léptették elő, s ezzel együtt az Országos Honvédelmi Bizottmány elnökének, Kossuth Lajosnak a szárnysegédje lett. 1848. december 15-én nevét Ormaira magyarosította (Auffenberg → hegyi ember → hegy = orom). 1848. december 21-én felhívást intézett a polgári lakossághoz, amelyben a birtokukban lévő vadászfegyverek – készpénz ellenében – való beszolgáltatására szólított fel. 1848. december 22-én egy vadászezred felállításával bízta meg a Honvédelmi Bizottmány. 
1849. február 13-án felajánlotta vadászait Kossuth állandó testőri szolgálatára. 1849. március 1-én alezredessé léptették elő és kinevezték az 1. honvéd vadászezred parancsnokává, és további ezredek szervezésére kapott megbízást. 1849. április 25-én ezredessé léptették elő és Kossuth kinevezte a vadászezredek főfelügyelőjének. 1849. augusztus 7-én Pankotáról beteget jelentett, majd lemondott a rangjáról és főfelügyelői beosztásáról. Augusztus 12-én a Lucca sorgyalogezred ukrán bakái elfogták és fogolyként Gyulára szállították.
1849. augusztus 21-én engedéllyel Aradra ment, hogy feladja magát. Másnap, 22-én Julius Jacob von Haynau táborszernagy rögtönítélő hadbírósága a magyar forradalomban való részvétele miatt elkövetett felségsértés vádjával kötél általi halálra ítélte. Még aznap felakasztották az Arad melletti Csala erdőben. Földi maradványa a kivégzés helyszínén lett elföldelve.
  

Haynau erről így írt: 

„ tegnapelőtt megkezdődött a dolog, felakasztattam egy Auffenberg nevű egyént, aki valamikor hadnagy volt a Mazzuchelli ezredben, aztán ezredes és Kossuth segédtisztje – Kiss, Leiningen, Poeltenberg, Vécsey stb. is követni fogja, mihelyt megérkezik. Az eljárás a lehető legrövidebb lesz, megállapítjuk az illetőről, hogy tisztként szolgált nálunk, és fegyveres szolgálatot teljesített a lázadó hadseregben. Ekképp az eljárásokat a legrövidebb időn belül befejezzük … Egy évszázadig nem lesz több forradalom Magyarországon, ha kell, a fejemmel szavatolok érte, mert gyökerestől irtom ki a gazt.”

Ormai (Auffenberg) Norbert honvéd vadász ezredes kivégzéséről Karl Ernst császári királyi törzshadbíró adott igazolást Franz Bott hóhérnak:

„Megerősítés 
 A császári királyi hadsereg tábori törzshadbírósága ezúton igazolja, hogy Franz Bott hóhér az ez év augusztus 22-i rögtönítélő törvényszéki ítélettel halálra ítélt Auffenberg Norbertet ez év augusztus 22-én kötél által kivégezte. 
 Aradi főhadiszállás, 1849. augusztus 24.  Ernst törzshadbíró 
 Megerősítem! Reichardt őrnagy 
 Arad, 1849. augusztus 28.”

A Pester Zeitung ekképpen tudósított Ormai kivégzéséről az 1849. szeptember 2-i számában:

„Ormay (Auffenberg) állítólag hidegvérrel ment a halálba. Beszéltek egy szerkesztőről is, aki ugyanakkor szintén ott állt már a vesztőhelyen, de elvezették. Ő nem más lenne, mint Bangya János, aki a Preßburger Zeitung korábbi szerkesztője, majd őrnagy volt a felkelőknél és a Zerffi-féle „Ungar, Allgemeine Zeitung” szerkesztőtársa. Ormay, akit a lengyel összeesküvésben való részvétel miatt húsz év várbörtönre ítéltek, a márciusi amnesztia következtében szabadlábra került, miután nyolc évet és két hónapot ült Munkácson,  és  az  utóbbi  időben  vadházasságban élt egy nővel, akinek a férje állítólag 2000 konvenciós forint és egy postafogat fejében lelépett a kéjenc javára.”

Ormai halálhírét külföldön elsőként Skóciában a The Nairnshire Mirror szeptember 8-án, Spanyolországban a La España szeptember 12-én, Ausztriában a Wiener Zeitung szeptember 12-én, a Wiener Zuschauer szeptember 14-én és a Klagenfurter Zeitung szeptember 15-én, Csehországban a Moravské Nowiny szeptember 15-én, Angliában az Evening Mail szeptember 17-én, a The Patriot szeptember 20-án, az Exeter Flying Post szeptember 21-én, a The Hartford Mercury szeptember 22-én és a The Examiner 1850. május 11-én, Írországban a The Dublin Evening Post szeptember 20-án, a The Dublin Weekly Register és a Roscommon Weekly Messenger szeptember 22-én, Ausztráliában pedig a The Sydney Morning Herald december 28-án közölte le.
Jellemrajzát először Szilágyi Sándor történész festette le:

„Cseh fiú. Igazi neve Auffenberg. Hadnagy volt a Leiningeneknél, hanem felségsértésért 1847-en 10 évi sáncra ítélték. A tavalyi amnesztiakor a munkácsi várból ő is kiszabadult s beállott közhonvédnak. Gyönyörű szép fiú volt s tán ezért kapkodott annyira a reménység után. Kossuth adjutánsa lőn. Legelőbb is őrnaggyá neveztették ki s megbízatott vadászezredeket alakítni. (1848. nov havában) E bizottmányt, valamint azutáni emelkedését (az ezredességet) nőkegynek köszönheté. Ebben is valami regényes vala, valamint regényes házasságában is, mástól választván el nejét. E miatt elveszté a nőkegyet. Csatában részt soha sem vett, 36 éves korában Aradon aug 22-én felakasztatott. Nem rossz Spartacus lett volna belőle. Na, de csitt! De mortius aut bene aut nihil!”

## Magánélete

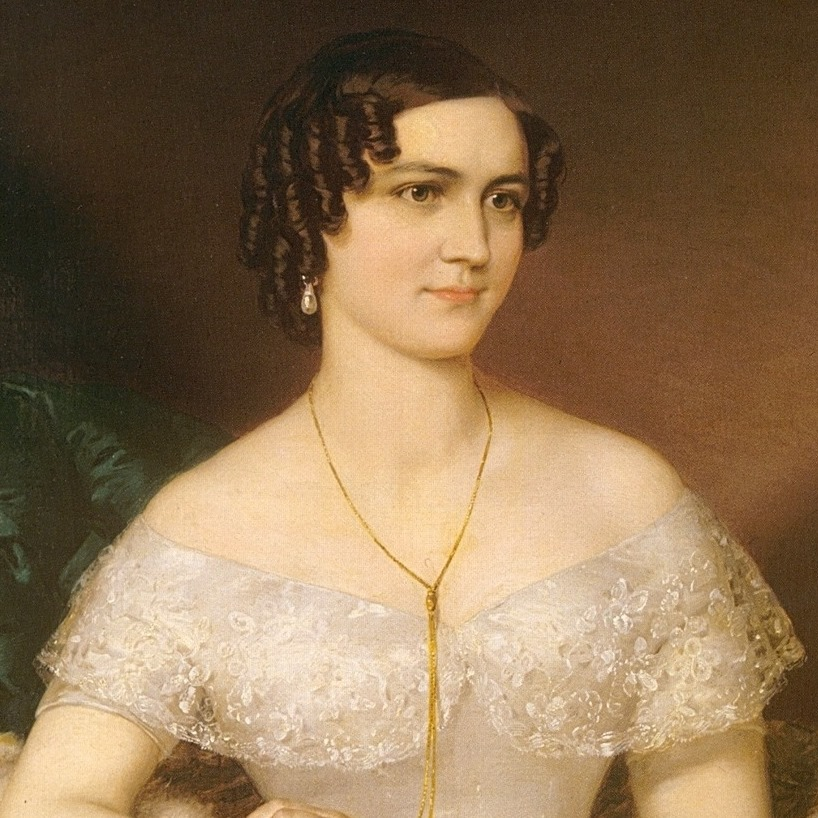
Rozsváry Vilma (Barabás Miklós festménye, 1849)

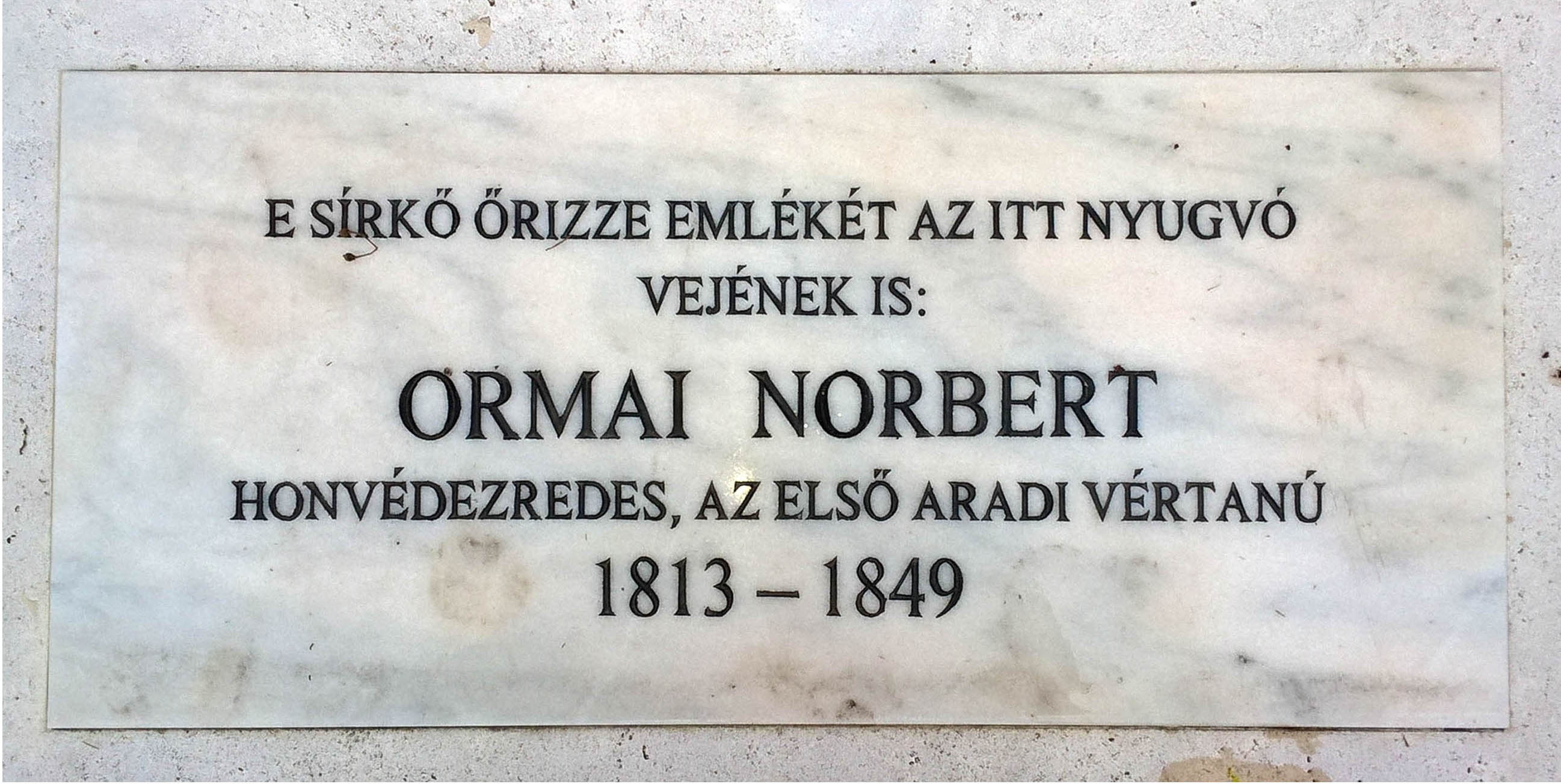
Ormai sírköve Rozsváry Lajos síremlékén

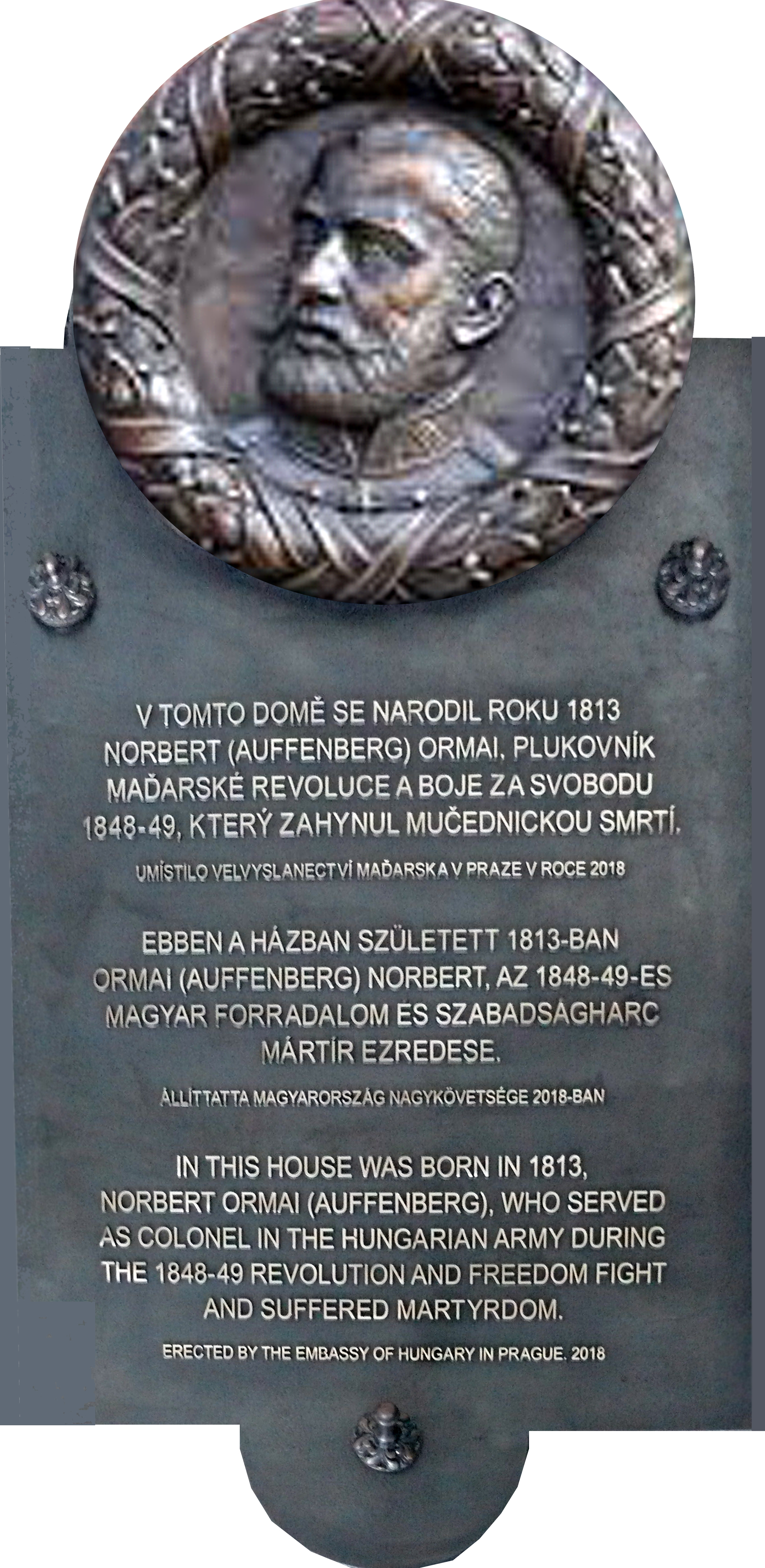
Dombormű Ormai szülőházán

1849. március 19-én Rozsváry (Kornhoffer) Lajos (1803-1869) számvevő őrnagy meghívta az alezredest nagyváradi kávézójába, ahol a tiszt lánya, Vilma (1831-1884) pénztárnok volt, és aki 18 éves korában már túl volt egy sikertelen házasságon. A „szerelem az első látásából” hamarosan házasság lett. A házasítás 1849. május 27-én a kolozsvári Farkas utcai református templomban végeztetett, miután a jegyesek átkeresztelkedtek a református vallásra az előző napon. Az eskető lelkész Csiszár Sámuel (1791-1852) volt.

## Utóélete
Rozsváry Vilma férje halálakor már várandós volt. Születendő gyermekét eleve megbélyegezte volna, ha apának a néhai Ormait jelölték volna meg. Leánykori nevén sem keresztelhetett, mert akkor törvénytelen lett volna a gyermek. Ezért az özvegy egy fortélyos tervet eszelt ki: találni valakit, akit Ormainak hívnak és vállalná az apa szerepét. Ebben a keresésben az özvegy barátai segédkeztek, akik végül ráleltek egy Ormay József nevezetű magánbirtokosra Aradon. 
Mikor Rozsváry Vilma felkereste a földesurat és előadta kérését, akkor Ormay magából kikelve kapásból visszautasította azt, mondván, hogy ez büntetendő törvényszegés, szentségtörés, és mint hithű katolikus ő nem akar se börtönbe, sem a pokolra kerülni. De amikor Vilma letett egy nagy köteg pénzt az asztalra, akkor már Ormay megingott, és amikor Vilma még azt is megígérte, hogy soha senkinek nem fogja az igazságot elmondani, valamint a szülés után azonnal elhagyja az országot, akkor Ormay nemcsak az apaságot, hanem még a férj szerepét is bevállalta. Így lett aztán a katolikus egyház szerint törvényesen megkeresztelve Ormay Norbert József, a mártír fia, aki 1850. február 28-án született Pesten.
Rozsváry Vilma betartotta fogadalmát és a gyermek születését követően a kisdedet bátyjára hagyván Konstantinápolyba ment, ahol megismerkedett Friderico Bier (1813-1879) dúsgazdag brazil ültetvényessel, akivel aztán Brazíliában házasságot kötött. A hétpecsétes titkot is megőrizte élete végéig. A családban tabunak számított az aradi vértanú, akinek szintén Norbert III. nevű unokája (1878-1968) Brazíliában alapított családot és sosem beszélt magyarországi származásáról. Frigyes nevű unokája (1876-1956) pedig az aranyosi előnevet használta jelezvén ezzel, hogy semmi köze sincs a mártírhoz.

## Leszármazottai
Ormay Norbert 1864-ben találkozott először szülőanyjával Brazíliában, ahonnan 1869-ben tért vissza a „von” nemesi előnevet önkényesen felvéve. Édesanyja halálával (1884) iszonyatos nagy vagyont örökölt, s élte a dzsentrik világát. 1885-ben kivándorolt Amerikába, Media Crossing-be (Texas) szerencsét próbálni, ahol grófnak adta ki magát a „von” előnevet használva és marhakereskedésbe kezdett (grófból marhabáró lett). A település postamestere Branson Bywaters (1838-1918) 1886-ban a kis városkát a nagytekintélyű és gazdag grófról nevezte el, amit azóta is Von Ormynak hívnak.
 A Texas-láz fertőző marhabetegség következtében vállalkozása csődbe ment, ezért illegális orvosi tevékenységbe kezdett (báróból doktorrá vedlett át), amiért 1896-ban letartóztatták, de miután lefizette az esküdteket, felmentették. Vagyona fogytán pékmester lett (doktorból pékké módosult), majd később tovább próbálkozott: Mexikóban haciendákat vásárolt, sörgyári tulajdonjogot szerzett, azután ismét orvosként praktizált Brazíliában, végül Uruguayban. Élete alkonyán prostituáltak tartották el. Csupán egy üres, arany monogrammal díszített pénztárcát hagyott utódaira. Fiának, Norbert III-nak nyolc gyermeke született Brazíliában, akiknek sarjadékai mind az Ormay családnevet használták a „vont” mellőzve, mivel Brazíliában az újszülöttnek az anya leánykori neve is adható. Rettentő büszkék az európai forradalmár ősükre, a mártírra.
Frigyes gyerekének Ausztráliában élnek leszármazottai, akiknek az első aradi vértanú a távoli múlt és a messzi Európa miatt immár nem sokat mond.

## Ormai reneszánsza
Ormai 150 éven át a történelem süllyesztőjében, a szabadságharc hőseinek Panteonjában fekete bárány és a történettudomány mostohagyereke volt. Ezért is írtak és regéltek róla valótlan dolgokat, közöltek helytelen életrajzi adatokat és magyarázták félre történelmi szerepvállalását azok a mértékadó történészek is, akik a Habsburg érában izmosodtak meg. Persze nem is emlékezhettek meg másképp arról az Ormairól, aki kétszer is felségáruló és dezertőr volt, aki zsigereiből gyűlölte a Habsburgokat és harcolt ellenük a szabadságért minden eszközzel, legyen az egy galíciai összeesküvés vagy éppenséggel a magyar szabadságharc. 
Negatív megítéléséhez az alaphangot még kortársai, katonatársai adták meg, akik nem jó szemmel nézték gyors katonai karrierjét, meg azt, hogy Kossuth bizalmasa volt, amit az Országos Honvédelmi Bizottmány elnökének hölgykoszorúja révén nyert el. Még vesztegetéssel is megvádolták, így kiszolgáltatottjává vált az önkényes értelmezőknek, kisajátító, sőt, torzító törekvéseknek is. Nehezményezték, hogy más alakulatoktól csábított el honvédeket. Grandiózus szervezőképességét azonban a legnagyobb rosszakarói is elismerték, miszerint hétezer katonát adott a szabadságharcnak az élete árán. Bár a történelemírás Ormait az első aradi vértanúként tartja nyilván, de csak a történelmi krónika, a nagyközönségnek szinte tudomása sincs róla, iskolában nem tanítják.
Az ezredfordulót követően a gyors digitális technika fejlődésének eredményeként a hadtörténészek és kutatók olyan bizonyítékokra, dokumentumokra leltek, melyek Ormai korábbi negatív megítélését megkérdőjelezték, minek alapján aztán Ormai „felértékelődött”. Így Ormai is bekerült a magyar történelem nagyjainak arcképcsarnokába. Napjainkban már nem a 13 aradi vértanúról szól a fáma, hanem az 1848-49-es szabadságharc 16 vértanújáról.
2015-ben a Line Design könyvkiadó felvállalta az aradi vértanúk életrajzsorozatának a megjelentetését neves és felkészült hadtörténészeket bevonva az egyes kötetek megírására. A sorozat első könyve Ormai katonai életpályáját mutatja be, amely 2016-ban jelent meg. 2018-ban pedig a Nemzeti Emlékhely és Kegyeleti Bizottsága síremléket állíttatott a vértanúnak a 48-asok parcellájában, valamint a Prágai Magyar Intézet emléktáblát helyezett el Dobrányban, Ormai szülőházán. Ormai nagyságát még Kossuth festette meg, aki az emigrációban így írt Ormairól:

„Ormay ezredesre tehát a szabadságszeretet, a zsarnokság gyűlölete, az elnyomottak iránti lovagias érzelme, s az áldozatkészség hősies resignatiója (mintaképe) már atyáról szállott örökségbe, s ez érzelmek nála a legmagasztosabb jellemszilárdsággal párosultak, mely, azt az ő halálba küldött, úgynevezett haditörvényszék előtti magaviseletével is tanúsította, s klasszikus ókor legszebb jellemeire emlékeztető elvhűségig, s rendíthetetlenségig emelkedett. … Aminő hős volt a csatatéren, olyannak sőt még nagyobbnak bizonyult be a bosszút szomjazó ellenség faggatásaival szemközt, s a halálban, melyet nemcsak mosolyogva fogadott, de sőt egyenesen kihívott a legnemesebb elvhűség által sugalmazott feleleteivel, melyek úgy hangzottak, mintha ő, a halálra üldözött lett volna a vádló, s üldözői vérengző satelleseivel (csatlósaival) együtt lettek volna a vádlottak, kiket ő, a mártír, vont feleletre a történelem ítélőszéke előtt, miként – szeretjük hinni – dicsőült szelleme vonandja (felragyog) isten ítélőszéke előtt.'”

## Ormai emlékét megörökítő képzőművészeti alkotások
- Barabás Miklós (1810-1898): Ormai Norbert (olajfestmény) ‒ Romániában található, másolat Magyar Nemzeti Múzeum, 1850-ben készült[42]
- Dinnyés László (1948-): A magyar szabadságharc három vértanúja (bronz dombormű) ‒ Arad, belvárosi római katolikus templom, 2003-ban lett felszentelve
- Girnt Vilmos (1942-): Az aradi tizenhatok (dombormű) ‒ Szolnok, II. Rákóczi Ferenc Általános Iskola, 1999 óta szerepel állandó kiállításon
- Haske Ferenc (1833-1894) – Pollák Zsigmond (1837-1912): Ormai Norbert (fametszet) ‒ Honvéd naptár 1875
- Haske Ferenc (1833-1894) – Pollák Zsigmond (1837-1912): Ormai Norbert (fametszet) ‒ Hamvay Ödön: Az aradi tizenháromban című művében szerepel (1904), 1875
- Kiss Tibor (1955-2015): Ormai Norbert (olajfestmény) – Hadtörténeti Intézet és Múzeum, 1999-ben készült
- Nyulasi Tibor (1946-): 1848-as kopjafa (fafaragás) ‒ Zirc, 2014-ben lett felállítva
- Patay László (1932-2002): Az aradi vértanúk és társaik (secco) ‒ Gyula, belvárosi katolikus templom, 1987-ben fejeződött be a festése
- Simon M. Veronika (1952-): Ormai Norbert (krétarajz) ‒ Simon M. Veronika gyűjteménye, 2007-ben készült
- Soós Imre (1921-2013): Ormai kivégzése (akvarell) ‒ Aradi Ereklyemúzeum, ?
- Szamossy Elek (1828-1888): Ormay Norbert (kőnyomat) ‒ Babós Lajos gyűjteménye, 1879 szerepel a nyomaton
- Zubovits Györkös Erzsébet (1953-): Ormai Norbert (terrakotta relief) ‒ Vác, Rózsakert, 2012-ben került a 13 emlékoszlop egyikére
- Zsigmond Attila (1941-): Ormai emléktáblája (relief) ‒ Dobrány (Ormai szülőházán), 2018-ban avatták fel
- Ismeretlen: Ormai kivégzése (olajfestmény) ‒ Hadtörténeti Intézet és Múzeum
- Ismeretlen: Magyar vértanúk 1551-1854 (nyomat) ‒ Munkácsy Múzeum
- Ismeretlen: Ormay (olajfestmény) ‒ Kreith Béla gyűjteményében volt

Közterületi elnevezések: Ormai Norbert utca ‒ Debrecen, Veres Péter kert, 1986-tól, Ormay Norbert utca ‒ Budapest, XI. kerület, 1933-tól, Ormay Norbert utca (emléktábla) ‒ Budapest, XI. kerület, 1948-tól, Ormay udvar ‒ Budapest, XI. kerület, 1933-tól, Ormay sor ‒ Békéscsaba, 1992-től.